# Палеотерии
Палеотерии (лат. Palaeotherium, от др.-греч. πᾰλαιός θηρίον «древний зверь») — вымерший род непарнокопытных из семейства палеотериевых.

## Внешний вид и строение
Величина от свиньи до лошади (Palaeotherium magnum). Строением ног и внешне палеотерии напоминали тапиров. У них были массивные и короткие ноги с тремя пальцами. Боковые пальцы несколько короче среднего. Резцы и клыки палеотериев сходны с соответствующими зубами тапира, но коренные зубы больше походят на коренные зубы носорога.

## Места и древность находок
Ископаемые кости палеотериев известны из эоценовых и олигоценовых отложений Евразии. Многочисленные остатки палеотериев встречаются в верхнеэоценовых отложениях Франции, Англии, Швейцарии и южной Германии. Значительное количество полных скелетов различных видов палеотериев извлечено из гипсов Монмартра, где эти остатки были впервые изучены и описаны знаменитым Кювье.

## Места обитания
Видимо, жили на заболоченных равнинах.

## Виды
По данным сайта Paleobiology Database, на ноябрь 2021 года в род включают 20 вымерших видов:
- Palaeotherium cartieri
- Palaeotherium castrense
- Palaeotherium crassum
- Palaeotherium crusafonti
- Palaeotherium curtum
- Palaeotherium duvali
- Palaeotherium eocaenum
- Palaeotherium giganteum
- Palaeotherium isselanum
- Palaeotherium lautricense
- Palaeotherium magnum
- Palaeotherium maximum
- Palaeotherium medium
- Palaeotherium minus
- Palaeotherium muehlbergi
- Palaeotherium pomeli
- Palaeotherium renevieri
- Palaeotherium ruetimeyeri
- Palaeotherium siderolithicum
- Palaeotherium tapiroides